# Mario Bros.
Mario Bros. (Japans: "マリオブラザーズ) is een arcadespel van Nintendo uit 1983, dat later op verschillende spelcomputers is uitgebracht. In december 2006 verscheen het spel ook voor de Virtual Console op de Wii. Om het spel hiervoor te spelen moet men zogenaamde Wii-points kopen. Op dit spel is een vervolgserie gebaseerd (Super Mario Bros.). Het is een simpel spel dat steeds hetzelfde level speelt, maar dat moeilijker wordt naarmate de speler verder komt. In dit spel kan het personage nog niet op vijanden springen. Voor de Game & Watch kwam er een spel uit met dezelfde naam. In 2013 kwam Luigi Bros. uit (dat in het beginscherm bij Super Mario 3D World te vinden was), waar de speler in plaats van Mario en Luigi 2 Luigi's bestuurt.
In Japan werden in 1984 van dit spel twee varianten op de markt gebracht: Punch Ball Mario Bros. en Mario Bros. Special.

## Platforms
| Jaar | Platform                               |
| ---- | -------------------------------------- |
| 1983 | Arcade, Atari 2600, Atari 5200, NES    |
| 1984 | PC-88                                  |
| 1987 | Amstrad CPC, Commodore 64, ZX Spectrum |
| 1988 | Atari 7800, Atari 8-bit                |
| 2002 | Game Boy Advance                       |
| 2006 | Virtual Console (Wii)                  |
| 2013 | Virtual Console (Wii U, 3DS)           |

## Ontvangst
| Beoordeeld door | Platform     | Datum            | Score |
| --------------- | ------------ | ---------------- | ----- |
| Sinclair User   | ZX Spectrum  | juni 1987        | 100%  |
| TeleMatch       | Atari 2600   | december 1983    | 80%   |
| All Game Guide  | Atari 5200   | 2007             | 80%   |
| Nintendo Master | NES          | 2007             | 75%   |
| Nintendo Land   | NES          | 2003             | 72%   |
| Power Play      | NES          | 1987             | 65%   |
| Crash!          | ZX Spectrum  | juni 1987        | 45%   |
| IGN             | Wii          | 8 december 2006  | 45%   |
| Commodore Force | Commodore 64 | augustus 1993    | 40%   |
| Mag'64          | Wii          | 31 augustus 2009 | 30%   |